# Marco Meloni (politico)
Marco Meloni (Quartu Sant'Elena, 16 giugno 1971) è un politico italiano, Senatore della Repubblica per il Partito Democratico. Da aprile 2021 a marzo 2023 è stato Coordinatore del Partito Democratico.

## Biografia
Nato a Quartu Sant'Elena, in provincia di Cagliari, dopo essersi laureato in Giurisprudenza all'Università degli Studi di Cagliari, si è specializzato in diritto e politiche europee, prima con un master in studi europei all'Università degli Studi di Firenze e poi con un dottorato di ricerca in diritto dell'Unione europea all'Università degli Studi di Trieste. Ha svolto attività di studio e ricerca all'Istituto Universitario Europeo – Robert Schuman Centre for Advanced Studies (2000 e 2002) e alla Harvard University – John F. Kennedy School of Government (Executive program– settembre 2012).
Dal 2001 al 2007 è stato ricercatore all'Arel, l'agenzia di ricerche e legislazione fondata da Nino Andreatta e diretta da Enrico Letta, della quale dal 2003 al 2006 ha coordinato l'ufficio studi.
Tra i fondatori del think-net veDrò, dal 2007 al 2009 è stato anche segretario generale dell'associazione di cultura politica TrecentoSessanta.
Dal 2015 al 2021 è stato direttore della Scuola di Politiche fondata da Enrico Letta.
È presidente del CUS Cagliari - Centro Universitario Sportivo dell'Università di Cagliari.

### Attività politica
Incomincia la sua attività politica nel 1995, quando si iscrive ai Giovani Popolari, l'organizzazione giovanile del Partito Popolare Italiano (PPI), del quale diventa prima il segretario regionale in Sardegna (1997-1999) e poi vice-segretario nazionale (1997-2000).
Nel 2002 Meloni aderisce alla Margherita di Francesco Rutelli, una lista elettorale che divenne un partito raccogliendo il PPI, Rinnovamento Italiano di Lamberto Dini e I Democratici di Arturo Parisi.
Nel 2007 coordina la comunicazione della campagna elettorale di Enrico Letta per le primarie del Partito Democratico. Sempre nello stesso anno entra nell'Assemblea costituente del PD e dal 24 novembre 2009 viene nominato componente della segreteria nazionale del PD da parte del neo-segretario Pier Luigi Bersani, ricoprendo, fino al maggio 2013, l'incarico di responsabile Riforma dello Stato, Pubblica Amministrazione, Università e Ricerca del Partito Democratico.
A giugno 2013 è stato nominato presidente del forum scuola del Partito Democratico, nella nuova segreteria nazionale guidata dal "reggente" Guglielmo Epifani, incarico che si è concluso a dicembre 2013 con la nomina dei nuovi componenti della segreteria PD.
Due volte consigliere regionale della Sardegna (dal 2006 al 2009 e poi, con 4.789 voti di preferenza, dal 2009 a marzo 2013), viene eletto deputato alla Camera al Parlamento per il Partito Democratico alle elezioni politiche del 24 e 25 febbraio 2013, divenendo componente della prima commissione (Affari costituzionali, della Presidenza del Consiglio e interni).
Durante la XVII legislatura non ha votato per le due leggi elettorali, che sono state approvate, Italicum e Rosatellum.
Non è stato ricandidato alle elezioni politiche del 4 marzo 2018.
Nel 2021, in seguito all’elezione di Enrico Letta a segretario nazionale del PD, è stato nominato Coordinatore della Segreteria Nazionale del Partito Democratico.

#### Elezione al Senato
Alle elezioni politiche anticipate del 25 settembre 2022 viene candidato al Senato della Repubblica nel collegio plurinominale della Sardegna come capolista della lista Partito Democratico-Italia Democratica e Progressista risultando eletto.
Il 19 ottobre 2022 viene eletto uno dei tre questori del Senato, con 71 voti in quota opposizione.

## Pubblicazioni
- Marco Meloni e Gilberto Capano, Il costo dell'ignoranza, Bologna, Il Mulino, 2013.
- Marco Meloni, Otto lezioni sul mondo, Bologna, Il Mulino, 2017.
- Marco Meloni e Alessandro Aresu, Il manager intellettuale. L'eredità di Alessandro Pansa, Bologna, Il Mulino, 2021.